# Malaltia professional

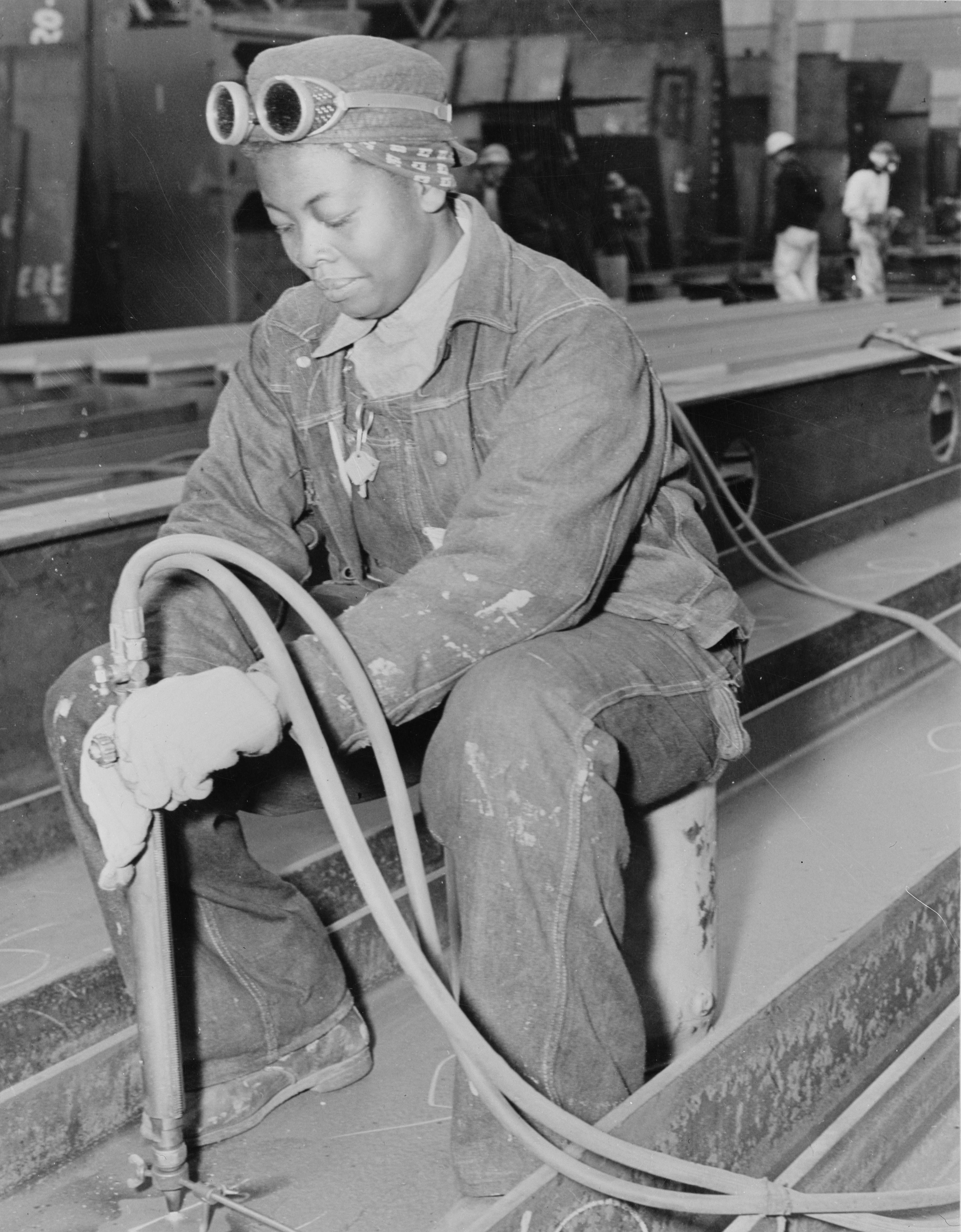
Treballador en un moll marí.

El terme malaltia professional és aquella que atempta contra la salut del treballador, aquesta expressió sovint es redueix als de l'exposició a una font de tòxics o patògens patits durant l'ocupació laboral. Aquesta exposició pot repetir-se diverses vegades abans que apareguin els primers símptomes. En el cas immediatament després d'una lesió en un esdeveniment específic es classifica generalment com un accident de treball.

Legalment, el Reial decret legislatiu 8/2015, de 30 d'octubre, pel qual s'aprova el text refós de la Llei general de la Seguretat Social, defineix la malaltia professional de la següent forma:
Article 157 - Concepte de malatia professional
S'entén per malaltia professional la contreta a conseqüència del treball executat per compte d'altri en les activitats que s'especifiquin en el quadre que aprovin les disposicions d'aplicació i desplegament d'aquesta Llei, i que estigui provocada per l'acció dels elements o substàncies que en aquest quadre s'indiquin per a cada malaltia professional.

En aquestes disposicions s'ha d'establir el procediment que s'ha d'observar per a la inclusió en aquest quadre de noves malalties professionals que es consideri que s'hi han d'incorporar. Aquest procediment ha de comprendre, en tot cas, com a tràmit preceptiu, l'informe del Ministeri competent en matèria de Sanitat.
Com a exemples de malalties professionals recollides en la legislació hi ha la pneumoconiosi, l'alveolitis al·lèrgica, la lumbàlgia, la síndrome del túnel carpià, l'exposició professional a gèrmens patògens i diversos tipus de càncer, entre d'altres.
En països com Espanya, i a efectes legals, es reconeix com malaltia professional aquella que a més de tenir el seu origen laboral, està inclosa en una llista oficial publicada pel Ministeri de Treball i que dona, per tant el dret al cobrament de les indemnitzacions corresponents.
La disciplina dedicada a la prevenció de les malalties professionals és la higiene industrial; la medicina del treball s'especialitza en el guariment i rhabilitació dels treballadors afectats mentre que l'ergonomia s'encarrega dels disseny productiu dels ambients de treball per tal d'adaptar-ls a les capacitats dels éssers humans.
El 19 de setembre de 2003, la Comissió Europea va adoptar una Recomanació (2003/670/CE, DO L238 de 25 de setembre de 2003), relativa a la llista europea de malalties professionals 

## Identificació com malaltia professional
El quadre de malalties que es poden qualificar com a professionals figura a l'Annex 1 del Reial Decret 1299/2006, de 10 de novembre, pel qual s'aprova el quadre de malalties professionals en el sistema de la Seguretat Social i s'estableixen criteris per a la seva notificació i registre.
El Reial Decret 1299/2006 classifica les malalties professionals dins de 6 grups d'agents causals:
| Grup | Agent |
| ---- | --- |
| 1    | Malalties professionals causades per agents químics                                                             |
| 2    | Malalties professionals causades per agents físics                                                              |
| 3    | Malalties professionals causades per agents biològics                                                           |
| 4    | Malalties professionals causades per inhalació de substàncies i agents no compresos en altres apartats          |
| 5    | Malalties professionals de la pell causades per substàncies i agents no compresos en algun dels altres apartats |
| 6    | Malalties professionals causades per agents carcinògens                                                         |

Per tal que una malaltia determinada es pugui qualificar com una malaltia professional és imprescindible que existeixin uns elements bàsics que la diferenciïn d'una malaltia comuna:
- Agent: ha d'existir un agent causal en l'ambient o especials condicions de treball que siguin potencialment lesives per a la salut.

- Exposició: és condició sine qua non demostrar que, a conseqüència del contacte entre el treballador i l'agent o particular condició de treball, es possibilita la gestació d'un dany a la salut. Els criteris de demostració poden ser:

1. Qualitatius: consisteix a establir una llista taxativa d'ocupacions amb risc d'exposició, i la declaració de l'afectat o dels seus representants d'estar exercint aquesta ocupació o haver-ho fet.
2. Quantitatius: es refereix a les disposcions existents respecte valors límits o concentracions màximes permisibles per cadascun dels agents incorporats en la llista.

- Malaltia: ha d'existir una malaltia o un dany clarament delimitats.

- Nexe de causalitat: ha de demostrar-se amb proves científiques que existeix un vincle entre la malaltia i la presència en el treball dels agents o condicions. No cal que la patologia hagi originat ja una incapacitat.

- Inclusió en la llista oficial.